# Berzedt sás
A berzedt sás (Carex pairae) a perjevirágúak (Poales) rendjében a palkafélék (Cyperaceae) családjába tartozó növényfaj. Berzedtnek azért hívják, mert virágtömlőcskéi borzasan „berzedten” állnak.

## Elterjedése, élőhelye
A Magyarországon a Magyar-középhegységben és a Dunántúli-dombságon gyakori. A leginkább száraz tölgyesekben, bükkösökben, gesztenyésekben nő. Június–júliusban virágzik.

## Leírása
Pelyvája vörösesbarna. Magva teljesen kerek.
|  |  |  |